# (5856) Peluk
(5856) Peluk es un asteroide perteneciente al cinturón de asteroides, región del sistema solar que se encuentra entre las órbitas de Marte y Júpiter, más concretamente a la familia de María, descubierto el 5 de enero de 1994 por Seiji Ueda y el astrónomo Hiroshi Kaneda desde el Kushiro Marsh Observatory, Hokkaido, Japón.

## Designación y nombre
Designado provisionalmente como 1994 AL2. Debe su nombre a Peter-Lukas Graf, músico, flautista y director de orquesta suizo.

## Características orbitales
Peluk está situado a una distancia media del Sol de 2,603 ua, pudiendo alejarse hasta 2,893 ua y acercarse hasta 2,312 ua. Su excentricidad es 0,111 y la inclinación orbital 16,04 grados. Emplea 1533,97 días en completar una órbita alrededor del Sol.

## Características físicas
La magnitud absoluta de 1994 AL2 es 13,1. 